# I capolavori di Urania
I capolavori di Urania è una sottocollana bimensile di Urania, composta di soli 7 numeri "bis", pubblicati nell'arco di un anno, fra il luglio 1963 e il maggio 1964, edita dall'editore Mondadori.
I volumi di questa collana sono caratterizzati dall'essere riproposizioni di grandi classici della fantascienza pubblicati in precedenza sulla collana I romanzi di Urania (poi solo Urania), di cui è una sottocollana dato che i volumi pubblicati erano numeri "bis" di Urania. Anticipa la collana I Classici di Urania.

## Elenco uscite
- 307 bis - Il risveglio dell'abisso, di John Wyndham, maggio 1963
- 312 bis - Crociera nell'infinito, di A. E. Van Vogt, luglio 1963
- 317 bis - Cronache della Galassia, di Isaac Asimov, settembre 1963
- 321 bis - Cristalli sognanti, di Theodore Sturgeon, novembre 1963
- 325 bis - Schiavi degli invisibili, di Eric Frank Russell, gennaio 1964
- 329 bis - Il crollo della Galassia Centrale, di Isaac Asimov, marzo 1964
- 333 bis - Anni senza fine, di Clifford D. Simak, maggio 1964